# Улица Льва Толстого (Павловск)
Улица Льва Толсто́го — улица в городе Павловске (Пушкинский район Санкт-Петербурга). Проходит от Гуммолосаровской улицы на юго-запад.
Изначально называлась Ирашиной улицей. Такой топоним известен с 1912 года и происходит, вероятно, от имени землевладелицы.
Примерно в 1952 году проезд переименовали в улицу Льва Толстого — в честь писателя Л. Н. Толстого.